# Jazz drumming

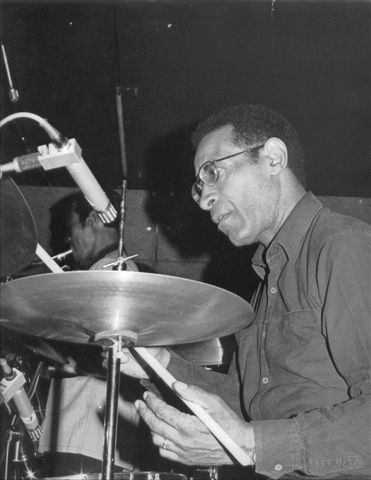
Max Roach (1924-2007), uno dei pionieri della batteria jazz moderna durante l'era bebop degli anni '40

Il jazz drumming (batteria jazz) è l'arte di suonare le percussioni, principalmente la batteria, che include una varietà di tamburi e piatti, in stili jazz che vanno dal Dixieland jazz degli anni '10 al jazz fusion degli anni '70 e al latin jazz degli anni '80. Le tecniche e la strumentazione di questo tipo di performance si sono evolute in diversi periodi, influenzati dal jazz in generale e dai singoli batteristi al suo interno. Stilisticamente, questo aspetto della performance è stato modellato dal suo luogo di partenza, New Orleans, così come numerose altre regioni del mondo, comprese altre parti degli Stati Uniti, i Caraibi e l'Africa.
Il jazz richiedeva un metodo di suonare le percussioni diverso dagli stili tradizionali europei, facilmente adattabile ai diversi ritmi del nuovo genere, favorendo la creazione della tecnica ibrida della batteria jazz. Poiché ogni periodo nell'evoluzione del jazz, ad esempio lo swing e il bebop, tendeva ad avere il proprio stile ritmico, il jazz drumming continuò ad evolversi insieme alla musica nel corso del XX secolo. Una tendenza emersa nel tempo è stata la graduale "liberazione" del ritmo. Ma gli stili più antichi persistettero nei periodi successivi. I confini tra questi periodi non sono chiari, in parte perché nessuno stile ha sostituito completamente gli altri, e in parte perché c'erano numerose influenze incrociate tra gli stili.

## Gli albori

### Miscelazione culturale preliminare
I ritmi e l'uso delle percussioni nel jazz, così come la forma d'arte stessa, erano il prodotto di un'ampia mescolanza culturale in vari luoghi. La prima occasione in cui ciò accadde fu l'invasione moresca dell'Europa, dove le culture di Francia, Spagna e Africa in una certa misura si incontrarono e molto probabilmente si scambiarono alcune informazioni culturali. L'influenza della musica e dei ritmi africani sul mix generale che creò il jazz fu profonda, sebbene questa influenza si sia manifestata solo più tardi.

### L'influenza africana
Ci sono diverse qualità centrali condivise dalla musica africana e dal jazz, soprattutto l'importanza dell'improvvisazione. Alcune qualità strumentali della musica africana che appaiono nel jazz, in particolare la batteria, includono l'uso di strumenti non intonati per produrre toni musicali specifici o qualità simili a toni, l'uso di tutti gli strumenti per imitare la voce umana, la sovrapposizione di una struttura ritmica su un'altra (ad esempio, una gruppo di tre contro un gruppo di due), dividendo una sezione regolare di tempo, chiamata misura in termini musicali, in gruppi di due e tre, e l'uso di ritmi ripetitivi utilizzati in un brano musicale, spesso chiamati ritmi clave. Quest'ultima qualità è di particolare importanza, in quanto ci sono diverse occorrenze evidenti di questo modello e dellestetica che lo accompagnano nel mondo del jazz.

#### Clave
La clave è uno strumento per mantenere il tempo e determinare quali battute in una composizione dovrebbero essere accentuate. In Africa, la clave si basa sulla divisione della misura in gruppi di tre, su cui vengono enfatizzati solo pochi battiti. La clave cubana, derivata dalla versione africana, è composta da due misure, una a tre tempi, una a due. Le misure possono essere riprodotte in qualsiasi ordine, con la frase di due o tre battute che viene per prima, e sono etichettate rispettivamente come "2-3" o "3-2".
All'interno della jazz band, frasi conosciute come modelli di comping (accompagnamento) hanno incluso elementi della clave fin dagli albori della musica. L'accompagnamento è il sostegno per altri musicisti, spesso solisti, e l'eco o il rinforzo della composizione.

### L'influenza cubana
La cultura che ha creato la versione più comunemente usata di questo schema è stata quella cubana. Le circostanze che hanno creato quella musica e quella cultura erano molto simili a quelle che hanno creato il jazz; le culture francesi, africane, spagnole e native cubane furono tutte combinate a Cuba e crearono molte forme musicali popolari così come il clave, che fu un'invenzione piuttosto precoce. La musica influenzò anche lo sviluppo di una variante del jazz, noto come latin jazz.

#### Latin jazz
Il latin jazz è generalmente caratterizzato dall'uso di combinazioni di note regolari, in contrasto con le note swung comuni nella maggior parte delle altre varietà di jazz. È anche fortemente influenzato dal clave e ai compositori di musica è richiesta una conoscenza del funzionamento delle percussioni nella musica afrocubana: gli strumenti devono combinarsi tra loro in modo logico. Il genere specifico del jazz afrocubano è influenzato dai ritmi tradizionali di Cuba, piuttosto che da tutti gli altri ritmi dei Caraibi e di altre parti del mondo.

## L'influenza americana
Il batterismo militare in America, prevalentemente pifferi e corpi di tamburi, nel XIX secolo e in precedenza forniva gran parte della tecnica e della strumentazione dei primi batteristi jazz. Importanti musicisti come Warren "Baby" Dodds e Zutty Singleton usavano la tradizionale impugnatura militare della bacchetta, strumenti militari, e suonavano nello stile dei batteristi militari usando le nozioni base, un gruppo di brevi schemi che sono standard nella batteria. La composizione ritmica di questa musica era importante anche nel primo jazz e oltre. Molto diversa dall'estetica della performance africana, uno stile fluido che non corrisponde direttamente alle indicazioni di tempo occidentali, la musica suonata dalle bande militari era rigidamente entro le convenzioni temporali e metriche, sebbene avesse composizioni sia in metri doppi che tripli.
L'equipaggiamento dei batteristi in questi gruppi era di particolare importanza nello sviluppo dei primi gruppi di batteria. Venivano utilizzati piatti, grancassae e rullanti. In effetti, un metodo per smorzare una serie di piatti facendoli scricchiolare insieme mentre si suona contemporaneamente la grancassa è probabilmente il modo in cui è nato l'hi-hat di oggi, una parte importante della batteria odierna. La tecnica e la strumentazione militare furono senza dubbio fattori determinanti nello sviluppo del primo jazz e della sua batteria, ma gli elementi melodici e metrici del jazz sono più facilmente riconducibili alle orchestre da ballo dell'epoca.

### Bande da ballo
I batteristi neri erano in grado di acquisire la loro abilità tecnica dai pifferi e dai corpi di batteria, ma l'applicazione di queste tecniche nelle bande da ballo del XIX secolo permise un terreno più fertile per la sperimentazione musicale. Gli schiavi imparavano la musica da ballo tradizionale europea che suonavano ai balli dei loro padroni, soprattutto una danza francese chiamata quadriglia, che aveva un'influenza particolare sul jazz e, per estensione, sul jazz drumming. I musicisti potevano anche suonare danze originarie dell'Africa e dei Caraibi oltre al repertorio europeo. Uno di questi balli era la conga. Gli interpreti di questa nuova musica, per un pubblico prevalentemente bianco, crearono musica per il proprio intrattenimento e uso personale.

### Tradizioni degli schiavi

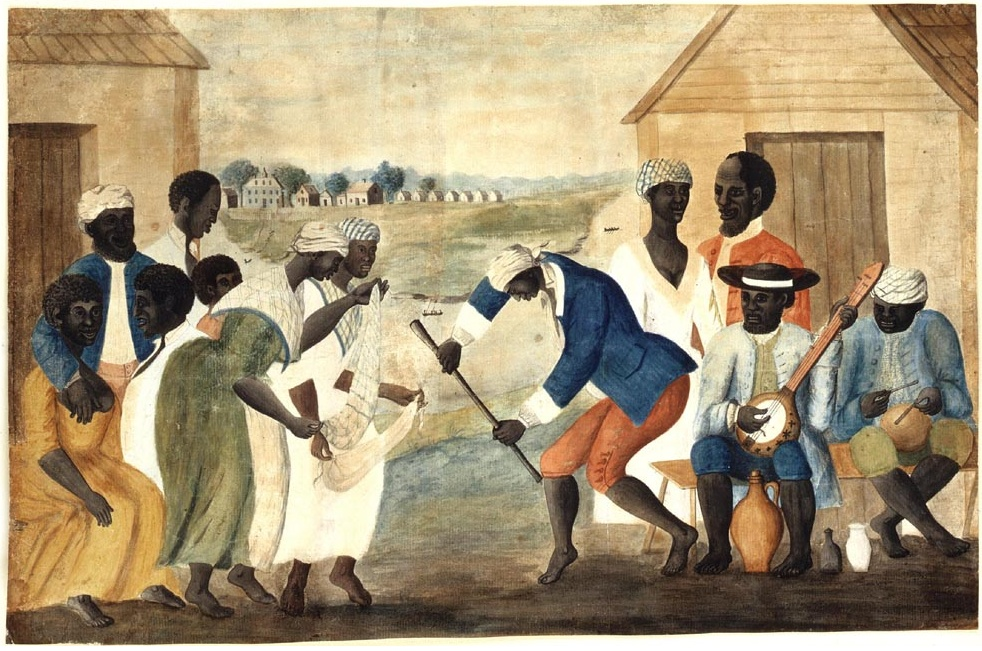
The Old Plantation (fine 1700), che illustra alcune tradizioni degli schiavi

Le persone schiavizzate in America avevano molte tradizioni musicali che divennero importanti per la musica del paese, in particolare il jazz. Una volta terminato il lavoro, queste persone tenevano spettacoli musicali in cui suonavano pseudo-strumenti costituiti da tinozze e altri oggetti usati di nuovo per scopi musicali, e suonavano anche ritmi sul loro corpo, chiamati "pattin' juba"  o "juba dance". L'unica area in cui le persone schiavizzate potevano eseguire la loro musica, oltre a luoghi privati, era un luogo a New Orleans chiamato Congo Square.

### Congo Square e New Orleans
Gli ex africani furono in grado di suonare la loro musica tradizionale, che iniziò a mescolarsi con i suoni di molte altre culture a New Orleans all'epoca: haitiana, europea, cubana e americana, così come molte altre denominazioni più piccole. Usavano tamburi quasi indistinguibili da quelli prodotti in Africa, anche se i ritmi erano un po' diversi da quelli dei canti delle regioni da cui provenivano gli schiavi, probabilmente il risultato del fatto che avevano vissuto in America per diverse generazioni. Anche un gran numero di musicisti che hanno suonato in Congo Square provenivano dai Caraibi.

### Blues
Un'altra importante influenza sul jazz fu il blues, espressione delle difficoltà vissute quotidianamente dagli schiavi, in diretto contrasto con la canzone di lavoro, una celebrazione del lavoro. La sua ispirazione musicale proveniva dal luogo in cui provenivano i suoi musicisti, l'Africa. La forma ritmica del blues fu la base per molti sviluppi che sarebbero apparsi nel jazz. Sebbene la sua strumentazione fosse per lo più limitata a strumenti melodici e ad un cantante, il sentimento e il ritmo erano estremamente importanti. Le due sensazioni principali erano un battito su ritmi alternati che vediamo in innumerevoli altre forme di musica americana, e lo shuffle, che è essenzialmente il ritmo pattin' juba, una sensazione basata su una divisione di tre anziché due.

### Second line
Una delle influenze finali sullo sviluppo del primo jazz, in particolare sulla batteria e sui ritmi, fu la batteria di second line. Il termine "second line" si riferisce letteralmente alla seconda linea di musicisti che spesso si riunivano dietro una banda musicale che suonava durante una marcia funebre o una celebrazione del Mardi Gras. Di solito c'erano due batteristi principali nella second line: grancasse e rullanti. I ritmi suonati erano di natura improvvisativa, ma la somiglianza tra ciò che veniva suonato in varie occasioni arrivava essenzialmente a un punto di coerenza, e i primi batteristi jazz erano in grado di integrare modelli di questo stile nel loro modo di suonare così come elementi di molti altri stili.

### Ragtime
Prima che il jazz diventasse famoso, i batteristi spesso suonavano in uno stile noto come ragtime, dove per la prima volta si cominciò a usare una qualità ritmica essenziale del jazz: la sincope. Sincope è sinonimo di essere "off-beat" ("fuori tempo") ed è, tra le molte cose, il risultato dell'inserimento dei ritmi africani scritti in combinazioni di note dispari, ad esempio, 3+3+2, nel concetto metrico europeo equamente diviso. Il ragtime era un altro stile derivato da musicisti neri che suonavano strumenti europei, in particolare il pianoforte, ma usando ritmi africani.

## Il jazz drumming moderno

### Tecnica e strumentazione antiche

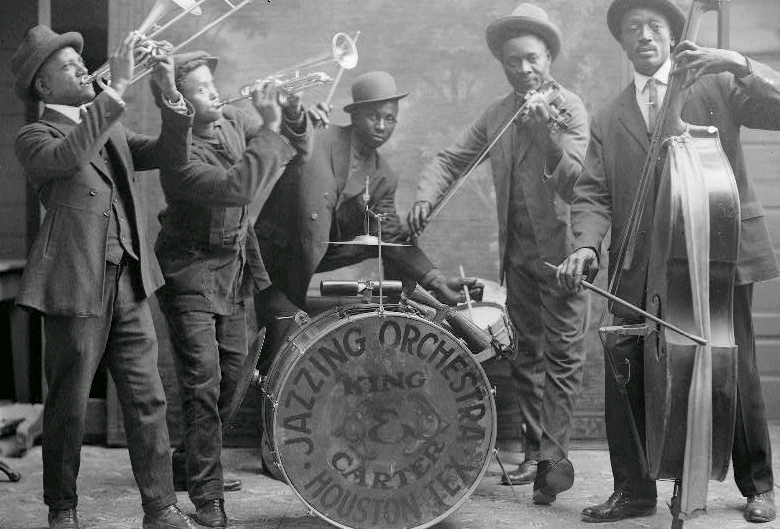
Una batteria utilizzata nel 1921 include diversi accessori, inclusi più campanacci.

I primi veri batteristi jazz avevano una tavolozza limitata a cui attingere, nonostante la loro ampia gamma di influenze. I rudimenti militari e le battute in stile militare erano essenzialmente l'unica tecnica che avevano a loro disposizione. Tuttavia, era necessario adattarsi alla particolare musica suonata, quindi si sono evolute nuove tecniche e una maggiore musicalità. Il rullo era il principale strumento tecnico utilizzato e uno schema significativo era semplicemente il rullo su ritmi alternati. Questo fu uno dei primi "schemi di passaggio", una serie di ritmi che alla fine risultarono in un ritmo che funziona nel jazz come la clave nella musica cubana: un "metronomo mentale" per gli altri membri dell'ensemble. Warren "Baby" Dodds, uno dei batteristi jazz più famosi e importanti della seconda generazione di New Orleans, ha sottolineato l'importanza che i batteristi suonino qualcosa di diverso dietro ogni ritornello. Il suo stile era considerato eccessivamente impegnativo da alcuni dei musicisti jazz della vecchia generazione come Bunk Johnson.
Sotto la costante improvvisazione ritmica, Dodds suonava uno schema che era solo un po' più sofisticato del classico rullo uno/tre, ma in realtà era identico al ritmo di oggi, solo invertito. Il ritmo era il seguente: due crome "oscillate" (la prima e la terza nota di una terzina di crome), una nota da un quarto e poi una ripetizione dei primi tre movimenti (esempio sonoro "schema di passaggio invertito" a destra). A parte questi schemi, un batterista di questo periodo avrebbe un ruolo estremamente piccolo nella band nel suo complesso. I batteristi raramente suonavano da soli, come nel caso di tutti gli altri strumenti del primo jazz, che era fortemente basato sull'ensemble. Quando lo fecero, l'esecuzione risultante sembrava più una cadenza di marcia che un'espressione personale. La maggior parte delle altre idee ritmiche provenivano dal ragtime e dai suoi precursori, come la serie di crome puntate.

### Dal 1900 agli anni '40

Immagine di Sonny Greer con la sua batteria, che includeva timpani tra gli altri accessori

I batteristi e i ritmi che suonavano servivano da accompagnamento per le orchestre da ballo, che suonavano il ragtime e vari balli, con il jazz che venne più tardi. Era comune in queste band avere due batteristi, uno suonava il rullante, l'altro il contrabbasso. Alla fine, tuttavia, a causa di vari fattori, non ultimo il problema finanziario, il numero di batteristi fu ridotto a uno, e questo creò la necessità che un percussionista suonasse più strumenti, da qui la batteria. I primi set di percussioni iniziarono con tamburi militari, anche se in seguito furono aggiunti vari altri accessori per creare una gamma di suoni più ampia e anche per il fascino della novità.
Il più comune degli equipaggiamenti erano il woodblock, i tom-tom cinesi, grandi tamburi a due teste, i campanacci, i piatti e qualsiasi altra cosa il batterista potesse pensare di aggiungere. Il suono caratteristico di questo allestimento potrebbe essere descritto come "ricky-ticky": il rumore dei bastoncini che colpiscono oggetti che hanno pochissima risonanza. Tuttavia i batteristi, incluso Dodds, concentravano gran parte del loro modo di suonare sul basso e sul rullante. Negli anni '20 e '30, la prima era del jazz stava finendo e batteristi swing come Gene Krupa, Chick Webb e Buddy Rich iniziarono a prendere le basi gettate dai primi maestri e a sperimentarle. Fu solo poco dopo, tuttavia, che le dimostrazioni di virtuosismo tecnico di questi uomini furono sostituite da un netto cambiamento nella struttura ritmica e nell'estetica di fondo del jazz, passando a un'era chiamata bebop.

### Bebop
In piccola parte nell'era dello swing, ma soprattutto nel periodo del bebop, il ruolo del batterista si è evoluto da una posizione quasi puramente di tenere il tempo a quella di un membro dell'ensemble musicale interattivo. Usando lo schema di passaggio chiaramente definito come base, portato dalla precedente qualità grezza, al ritmo fluido e scorrevole che conosciamo oggi da "Papa" Jo Jones, come una batteria standardizzata, batteristi poterono sperimentare con modelli di accompagnamento e sottigliezze nel loro modo di suonare. Uno di questi innovatori fu Sidney "Big Sid" Catlett. I suoi numerosi contributi includevano l'accompagnamento con la grancassa, suonare "a ritmo", accelerando impercettibilmente, suonare con il solista invece di accompagnarlo, suonare assoli suoi con molte qualità melodiche e sottili e incorporando la melodia in tutto il suo modo di suonare. Un altro importante batterista di bebop fu Kenny Clarke, l'uomo che cambiò il ritmo di quattro battute che era stato precedentemente suonato sulla grancassa al piatto ride, rendendo effettivamente possibile per l'accompagnatore di andare avanti in futuro. Ancora una volta, questa volta alla fine degli anni '50 e nella maggior parte degli anni '60, i batteristi iniziarono a cambiare l'intera base della loro arte. Elvin Jones, in un'intervista con la rivista DownBeat, lo descrisse come "un passaggio naturale".

### Anni '50 e '60
Durante questo periodo, il batterista assunse un ruolo ancora più importante nel gruppo jazz in generale, e iniziò a trasformare la batteria in uno strumento più espressivo, consentendo loro di raggiungere una maggiore uguaglianza e interattività con le altre parti dell'ensemble. Nel bebop, accompagnare e tenere il tempo erano due esigenze completamente diverse del batterista, ma in seguito le due cose diventarono un'unica entità. Questa ritrovata fluidità estese notevolmente le capacità di improvvisazione del batterista. L'atmosfera del jazz drumming di questo periodo è stato chiamato "tempo spezzato", che prende il nome dall'idea di cambiare schemi e movimenti e ritmi rapidi, irregolari e non convenzionali.
La sezione ritmica, in particolare quella di John Coltrane e Miles Davis, la prima comprendente Elvin Jones, la seconda Tony Williams, Philly Joe Jones, e Jimmy Cobb, stavano esplorando nuove possibilità metriche e ritmiche. Il concetto di manipolare il tempo, facendo sembrare che la musica rallenti o vada avanti, era qualcosa che i batteristi non avevano mai tentato in precedenza, ma che si stava evolvendo rapidamente in quest'epoca. Sovrapporre i ritmi uno sopra l'altro, un poliritmo, per creare una trama diversa nella musica, così come usare strane combinazioni di note per cambiare il feeling, non sarebbe mai stato possibile con la rigidità della batteria della generazione precedente. Le composizioni di questo nuovo periodo richiedevano questo maggior elemento di partecipazione e creatività da parte del batterista.
Elvin Jones, un membro del quartetto di John Coltrane, sviluppò un nuovo stile basato su una sensazione di tre, in parte dovuto al fatto che i pezzi di Coltrane del tempo erano basati su una tripla suddivisione.

### Free jazz
Nel corso della storia del jazz drumming, il ritmo e il suono del batterista sono diventati progressivamente più fluidi e "liberi", e nel jazz d'avanguardia e nel free jazz, questo movimento è stato in gran parte soddisfatto. Un batterista di nome Sunny Murray è il principale artefice di questo nuovo approccio alla batteria. Invece di suonare una "battuta", Murray scolpisce la sua improvvisazione intorno all'idea di una pulsazione e suona con i "suoni naturali che sono nello strumento, e le pulsazioni che sono in quel suono". Murray nota anche che la sua creazione di questo stile era dovuta alla necessità di un nuovo tipo di batteria da utilizzare nelle composizioni del pianista Cecil Taylor.